# Moondance Alexander
Moondance Alexander è un film del 2007 diretto da Michael Damian, con Kay Panabaker, Lori Loughlin, Don Johnson, Sasha Cohen e Whitney Sloan. È ispirato a una storia vera.

## Trama
Moondance è una vivace ragazzina di provincia che vive insieme alla sua eccentrica madre, Gelsey. Un giorno, mentre sta facendo una consegna incontra un cavallo (pinto) fuggito dall'allevamento dell'ex campione di salto ostacoli del Devonshire, Dante Longpre. Chiama il pinto Checkers e chiede a Dante di venire addestrata, ma la madre vuole andare a parlare con Dante prima di lasciare andare sua figlia a lavorare lì; per partecipare all'importante gara che si tiene ogni anno nella contea, il Bow River Classic, vincendo insieme a Fiona Hughes, presuntuosa e vanitosa, proveniente dalle scuderie Devonshire. Fiona non crede a questa novità, ma è comunque felice perché è lei campionessa per la seconda volta, insieme al suo castrone Montecarlo. Intanto, Moondance fa amicizia con una ragazza molto gentile di nome Shannon, arrivata seconda alla gara, che vuole cambiare maneggio. Moondance le parla delle scuderie Tumbleweed e la ragazza ne rimane colpita.